# Glycole
Als Glycole oder Glykole werden jene Dialkohole (zweiwertige Alkohole) bezeichnet, die sich vom Ethylenglycol ableiten (sogenannte 1,2-Diole oder vicinale Diole). Beispiele hierfür sind Ethylenglycol und Propylenglycol. Außerdem werden auch Derivate des Ethylenglycols, wie z. B. Methylglycol (Ethylenglycolmonomethylether) sowie weitere Diole, deren Hydroxygruppen nicht vicinal angeordnet sind, wie Trimethylenglycol oder Neopentylglycol, als Glycole bezeichnet. Auch α,ω-Diole, welche durch Kondensation von Ethylenglycol entstehen, wie etwa Diethylenglycol, Triethylenglycol oder Polyethylenglycol, werden als Glycole bezeichnet.

## Eigenschaften und Verwendung
Glycole finden sich oft in Kühl- und Frostschutzmitteln sowie Enteisern, da der Gefrierpunkt mit −10 bis −15 °C unter dem von Wasser liegt. In Verbindung mit Wasser liegt der Gefrierpunkt noch deutlich tiefer und kann je nach Mengenverhältnis bis −55 °C erreichen. Aber auch als Bremsflüssigkeit finden Glycol-haltige Flüssigkeiten Verwendung. Propylenglycol-Wasser-Gemische werden als so genannte Nebelfluids für Nebelmaschinen beispielsweise in Discotheken verwendet. Propylenglycol ist ebenso ein Bestandteil von Liquids für E-Zigaretten. Industriell werden sie vor allem als Lösungsmittel und Additive für Lacke, Farben und Reinigungsmittel eingesetzt. Triglycol wird bei der offshore-Erdölgewinnung genutzt, um zu entfeuchten. Es wirkt auch raumlufttrocknend (hygroskopisch). Auch in verschiedenen Zahnpasten sind Glycole zu finden.

## Toxizität
Eine Eigenart der Glycole sorgte dafür, dass Glycol nach dem Glykolwein-Skandal zum Wort des Jahres 1985 wurde. Wegen des süßen Beigeschmacks (altgriechisch γλυκύς glykýs „süß“) nutzten verschiedene Weinerzeuger Diethylenglycol, um ihre Weine verbotenerweise zu „veredeln“. Dabei gefährdeten sie die Gesundheit ihrer Konsumenten, denn Diethylenglycol kann Gesundheitsschäden verursachen. Die tödliche Dosis liegt bei etwa 1,4 ml pro kg Körpergewicht. Diethylenglycol selbst bewirkt rauschähnliche Zustände ähnlich dem Ethanol. Weiterhin wird es im Körper zu verschiedenen Oxidationsprodukten wie Glycolsäure und zum geringen Teil zu Oxalsäure metabolisiert. Diese Stoffe wirken neurotoxisch und nephrotoxisch; letztere Eigenschaft kann zu Nierenversagen führen.